# Chilibroste
Chilibroste é um município da província de Córdova, na Argentina.